# Luciano Goux
Luciano Jesús Goux (Lanús, Provincia de Buenos Aires, Argentina, 27 de enero de 1980) es un exfutbolista argentino. Jugaba de defensor y su último equipo fue Defensores de Belgrano de la Primera Nacional de Argentina, club del cual fue capitán por varias temporadas.
Es hermano menor del exfutbolista argentino Marcelo Goux.

## Clubes
| Club                   | País      | Año       | PJ  | Goles |
| ---------------------- | --------- | --------- | --- | ----- |
| Atlanta                | Argentina | 2000-2002 | 41  | 2     |
| Sarmiento de Junín     | Argentina | 2002-2003 | 20  | 0     |
| Perak FA               | Malasia   | 2003-2004 | 27  | 2     |
| Deportivo Laferrere    | Argentina | 2004-2005 | 24  | 3     |
| Estudiantes            | Argentina | 2006-2009 | 78  | 5     |
| Tristán Suárez         | Argentina | 2009-2011 | 44  | 2     |
| Defensa y Justicia     | Argentina | 2011-2012 | 14  | 0     |
| Everton                | Chile     | 2012-2013 | 16  | 2     |
| Defensores de Belgrano | Argentina | 2013-2023 | 253 | 16    |